# Начурал Бриџ (Алабама)
Начурал Бриџ (енгл. Natural Bridge) град је у америчкој савезној држави Алабама. По попису становништва из 2010. у њему је живело 37 становника.

## Демографија
Према попису становништва из 2010. у граду је живело 37 становника, што је 9 (32,1%) становника више него 2000. године.
| Група             | 2000.       | 2010.       |
| Белци             | 28 (100,0%) | 37 (100,0%) |
| Афроамериканци    | 0 (0,0%)    | 0 (0,0%)    |
| Азијати           | 0 (0,0%)    | 0 (0,0%)    |
| Хиспаноамериканци | 0 (0,0%)    | 0 (0,0%)    |
| Укупно            | 28          | 37          |